# Menakme
Menakme – okres w życiu kobiety od pierwszej do ostatniej miesiączki, czyli od końca okresu dojrzewania do menopauzy.